# نیکلاس وید
نیکلاس وید (انگلیسی: Nicholas Wade; ۱۷ مهٔ ۱۹۴۲ –) نویسنده و روزنامه‌نگار بریتانیایی است. او نویسنده کتاب‌های متعددی است و به‌عنوان نویسنده و ویراستار برای نیچر، ساینس، و بخش علمی نیویورک تایمز خدمت کرده‌است.
کتاب او در سال ۲۰۱۴ با عنوان یک یک وراثت دردسرساز: ژن‌ها، نژاد و تاریخ بشر به‌طور گسترده توسط جامعه علمی به دلیل ارائه نادرست تحقیقات در مورد ژنتیک جمعیت انسانی محکوم شد.
در ماه مه ۲۰۲۱، وید مقاله‌ای را در حمایت از فرضیه نشت آزمایشگاهی تحقیقات در خصوص منشأ کووید-۱۹ نوشت که به بحث و جدل پیرامون منشأ ویروس دامن زد. ادعاهای وید در مورد منشأ کووید-۱۹ با دیدگاه غالب دانشمندان در تضاد است.
نیکلاس وید مدرک کارشناسی علوم طبیعی را از کالج ایتن در کمبریج دریافت کرد. او معاون سردبیر مجله نیچر در لندن بود و سپس خبرنگار آن مجله در واشینگتن شد. او به عنوان گزارشگر به مجله ساینس در واشینگتن پیوست و بعداً به نیویورک تایمز نقل مکان کرد، جایی که در آن سرمقاله‌نویس بود و بر مسائل دفاعی، فضا، علم، پزشکی، فناوری، ژنتیک، زیست‌شناسی مولکولی، محیط زیست و مردم تمرکز داشت.
او همچنین کتاب غریزه ایمان: دین چگونه تکامل یافت و چرا پشت جلد شومیز ماندگار شد را در سال ۲۰۱۰ به چاپ رساند.

## سنین جوانی و تحصیل
وید در آیلزبری، انگلستان به دنیا آمد و در کالج ایتن تحصیل کرد. او یک نوه لارنس بیزلی، بازمانده از غرق شدن کشتی تایتانیک است. او در سال ۱۹۶۴ مدرک لیسانس (بی‌ای) را در علوم طبیعی (کمبریج) از کالج کینگ، کمبریج گرفت و در سال ۱۹۷۰ به ایالات متحده مهاجرت کرد.

## شغل
وید روزنامه‌نگاری علم و سردبیر مجلات «نیچر» از سال ۱۹۶۷ تا ۱۹۷۱، و «ساینس» از سال ۱۹۷۲ تا ۱۹۸۲ بود. در مقاله ای در سال ۱۹۷۶ در «ساینس»، وید بحث و جدل پیرامون کتاب ادوارد ویلسون، زیست‌جامعه‌شناسی: تلفیق نوین را مستند کرد. ویلسون را در نوری دلسوزانه به تصویر می‌کشد، و مخالف با گروه مطالعاتی جامعه‌شناسی که انتقادی‌تر بود.
کتاب وید در سال ۱۹۷۷، "آزمایش نهایی (کتاب)، حوزه جدید و بحث برانگیز آن زمان دی‌ان‌ای نوترکیب را پوشش داد.کتاب او در سال ۱۹۸۱، «دوئل نوبل» رقابت بین اندرو شالی و روژه گیمن، که اکتشافات مربوط به هورمون‌های پپتیدی منجر به اشتراک گذاری جایزه نوبل فیزیولوژی یا پزشکی آنها در سال ۱۹۷۷ شد. «خائنان به حقیقت» (۱۹۸۲)، با همکاری ویلیام برود، به بحث در مورد نمونه‌های تاریخی و معاصر بدرفتاری علمی می‌پردازد. وید در سال ۱۹۸۲ به عنوان کارمند و نویسنده سرمقاله به نیویورک تایمز پیوست، در سال ۱۹۹۰ به عنوان سردبیر علوم و بهداشت منصوب شد؛او تایمز را در سال ۲۰۱۲ ترک کرد.
در دهه ۲۰۰۰، کتاب‌های وید شروع به تمرکز بر تکامل انسان کردند. او قبل از سپیده دم (کتاب) را در سال ۲۰۰۶ منتشر کرد، چیزی که وید از آن به عنوان «دو دوره ناپدید شده» در رشد انسانی و غریزه ایمان در سال ۲۰۰۹ یاد کرد. , دربارهٔ منشأ فرگشتی ادیان. در سال ۲۰۰۷، قبل از سپیده دم (کتاب) یک جوایز روزنامه‌نگاری علم در جامعه را از انجمن ملی نویسندگان علوم آمریکا دریافت کرد.

## وراثت دردسرساز
در سال ۲۰۱۴، وید یک وراثت دردسرساز: ژن‌ها، نژاد و تاریخ بشر را منتشر کرد، که در آن استدلال کرد که فرگشت انسان «جدید، فراوان و منطقه‌ای بوده‌است. و اینکه ژنها ممکن است بر رفتارهای مختلفی تأثیر گذاشته باشند که زیربنای اشکال مختلف جامعه انسانی است. این کتاب به‌طور گسترده توسط دانشمندان، از جمله بسیاری از کسانی که این کتاب بر اساس کارشان ساخته شده‌است، محکوم شده‌است.
در ۸ اوت ۲۰۱۴، نقد کتاب نیویورک تایمز نامه سرگشاده‌ای را منتشر کرد که توسط ۱۳۹ عضو هیئت علمی در ژنتیک جمعیت و زیست‌شناسی فرگشتی امضا شد. بخوانید:
وید یک گزارش ناقص و نادرست از تحقیقات ما در مورد تفاوت‌های ژنتیکی انسان را با این گمانه‌زنی کنار هم قرار می‌دهد که انتخاب طبیعی اخیر منجر به تفاوت‌های جهانی در نتایج آزمون بهره هوشی I.Q، نهادهای سیاسی و توسعه اقتصادی شده‌است. ما این مفهوم وید را که یافته‌های ما حدس و گمان او را ثابت می‌کند، رد می‌کنیم. یافته‌های ما این کار را نمی‌کنند. ما کاملاً موافق هستیم که هیچ پشتیبانی از حوزه ژنتیک جمعیت برای حدس‌های وید وجود ندارد.
پس از انتشار، نامه به امضای چهار نفر دیگر از اعضای هیئت علمی رسید. در پاسخ به نامه، وید گفت که این دانشمندان قصد او را اشتباه درک کرده‌اند.
این کتاب بیشتر در یک سری پنج نقد توسط آگوستین فوئنتس، جاناتان ام. مارکس، جنیفر راف، چارلز سی روزمن و لورا آر استاین، مورد انتقاد قرار گرفت. که با هم در مجله علمی زیست‌شناسی انسانی (مجله) منتشر شد. به عنوان مثال، جاناتان ام. مارکس کتاب را به عنوان کاملاً مشتق شده، استدلالی که از نقل‌قول‌های انتخابی، تقریرهای نادرست، و شبه‌علم گمانه‌زنی توصیف کرد. اما زیست‌شناس اچ. آلن اور این کتاب را «سرزنده و به‌طور کلی قابل استفاده» نامید، اما گفت که «این کتاب بدون خطا نیست» و اظهار داشت که وید شواهد مربوط به انتخاب طبیعی اخیر  انتخاب طبیعی در ژنوم انسان را اغراق کرده‌است.